# Qurbana
La Qurbana se refiere a la liturgia eucarística celebrada en el cristianismo siriaco oriental, y los libros litúrgicos que contienen las rúbricas para su celebración.  Las iglesias que celebran esta liturgia incluyen a varios descendientes de la Iglesia del Oriente. El cristianismo siríaco oriental consiste en un rito litúrgico de Edesa llamado rito siríaco oriental (también conocido como rito de Edesa, rito asirio, rito babilónico, rito caldeo o rito persa). La anáfora principal de la tradición siríaca oriental es la Santa Qurbana de los santos Addai y Mari; Addai siendo discípula del apóstol Tomás y Mari siendo discípula de Addai. Estas iglesias tienen su sede principalmente en Medio Oriente y la India , con comunidades de diáspora asentadas en el mundo occidental .
El rito siríaco oriental es empleado por la Iglesia asiria de Oriente con sede en Irak (incluida su archidiócesis, la Iglesia Siria Caldea de la India) y la Iglesia Antigua de Oriente con sede en Irak. Además, el rito es empleado por la Iglesia siro-malabar con sede en la India y la Iglesia católica caldea con sede en Irak, las cuales son iglesias católicas orientales sui iuris.

## Etimología
La palabra siríaca oriental Qurbana se deriva de la palabra siríaca qurbānā que, junto con su significado de Eucaristía, también puede significar ofrenda, sacrificio o regalo. Proviene de la raíz QRB, relacionada con acercarse. Es un cognado del propio hebreo , una palabra siríaca קרבן qorbān y el árabe قربان qurbān .
Cuando el Templo estaba en Jerusalén y se ofrecían sacrificios, "qorban" era un término técnico hebreo para algunas de las ofrendas que se llevaban allí. Proviene de una raíz hebrea, "qarab", que significa "acercarse o 'cerca'". Se ofrecía un korban requerido por la mañana y por la noche todos los días y en días festivos (en ciertos momentos, se ofrecían korbanot adicionales ), además de lo cual las personas podían traer un Korban personal opcional.
El Santo Qurbana se conoce como culto "completo", ya que se realiza en beneficio de todos los miembros de la Iglesia. Los demás sacramentos se celebran para miembros individuales. Por tanto, se cree que la Sagrada Qurbana es el sacramento que completa a todos los demás. De ahí que se le llame "sacramento de la perfección" o "reina de los sacramentos".

## Uso
El rito siríaco oriental o caldeo estaba asociado con la histórica Iglesia de Oriente, centrada en la capital persa de Seleucia-Ctesifonte. Hoy en día la Liturgia de Mar Addai y Mari se utiliza en la Iglesia Antigua de Oriente, la Iglesia Asiria de Oriente, la Iglesia Católica Caldea, así como la Iglesia Siro-Malabar y la Iglesia Siria Caldea con sede en Kerala, India.